# Ri Chun-hee
Ri Chun-hee (Koreaans: 리춘희) (Tongchon, 8 juli 1943) is de belangrijkste presentatrice van de Korean Central Television (KCTV) uit Noord-Korea. Ze staat in het Westen bekend om haar emotionele en soms venijnige toon bij het presenteren. Ze verkondigde de dood van Kim Il-sung in 1994 en van Kim Jong-il in 2011.

## Carrière
Ri Chun-hee werd in 1943 geboren in een arme familie in Tongchon, in de historische provincie Gangwon tijdens de Japanse bezetting van Korea. Mede dankzij haar lage afkomst landde ze goed binnen het socialistische en autoritaire Noord-Korea. Hoewel ze niet primair was opgeleid als journalist, maar als uitvoerend kunstenaar aan de Universiteit van Pyongyang voor theater en film, werd ze geworven voor de Korean Central Television als journaalpresentatrice. Ze vervult deze functie sinds februari 1971, en ze zou bij het journaal aangetrokken zijn door interventie van Kim zelf. Ze is sinds 1974 de belangrijkste presentatrice, en verscheen op televisie wanneer leider Kim Jong-il zich publiekelijk vertoonde. Ze presenteerde ook het belangrijkste nieuws, zoals de succesvolle nucleaire test van Noord-Korea in 2006.
In 2012 ging ze met pensioen, maar bij belangrijke gebeurtenissen wordt ze nog ingezet.

## Stijl
Ri verscheen meestal in een roze pak of in traditionele Koreaanse kledij. Ze werd door de Koreaanse autoriteiten geprezen om haar bombastische stem, indrukwekkende stemming en buitengewone welsprekendheid; met zulk een kracht dat ze de "vijanden doet schudden".
Terwijl in andere landen het nieuws streng zakelijk wordt voorgelezen, geeft Ri duidelijk blijk van haar emoties: verdriet als een leider overleden is, blijdschap bij een geslaagde rakettest en boosheid bij een vijandelijke aanval.

## Eerbetuigingen
Ri werden de titels "volksomroeper" en "heldin van de arbeiders" toegedicht in Noord-Korea - iets wat niet alleen symbolisch was, maar ook materiële voordelen had. Ze woont in een modern huis in Pyongyang en rijdt in een luxewagen. Ze heeft toegang tot de beroemdste ontspanningsgelegenheden in Pyongyang (zoals een kap- en schoonheidssalon) en de laatste mode tegen een lage prijs.